# Tajny współpracownik

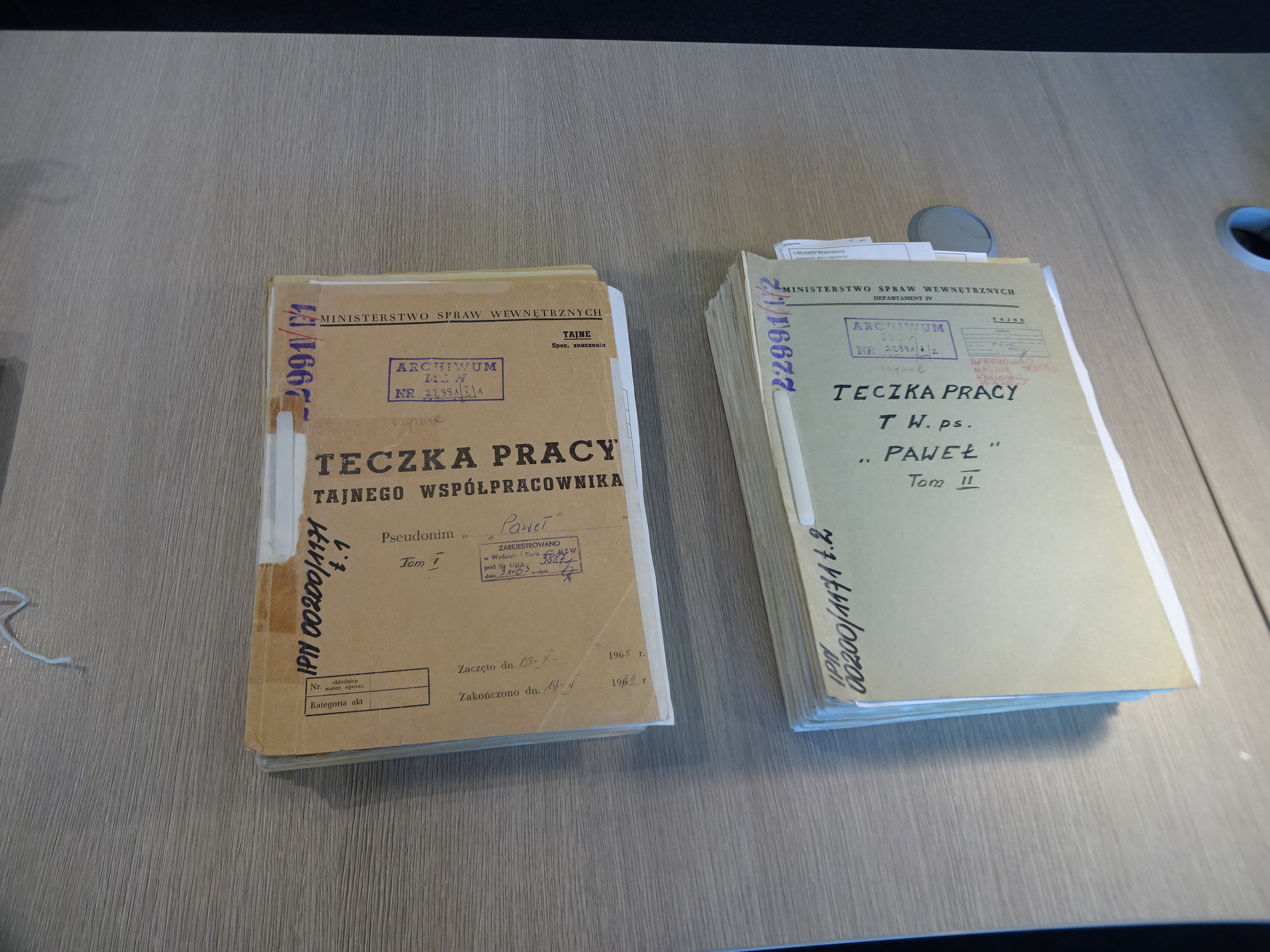
Teczki pracy tajnego współpracownika

Tajny współpracownik (TW) – podstawowa kategoria współpracy ze Służbą Bezpieczeństwa (SB) i Wojskową Służbą Wewnętrzną (WSW) Polskiej Rzeczypospolitej Ludowej. Osoba celowo pozyskana do współpracy, świadomy tajny informator i wykonawca zleceń SB lub WSW.
W końcowej fazie swojego istnienia, w sierpniu 1989, SB zatrudniała 24,3 tys. funkcjonariuszy, którzy nadzorowali 90 tys. tajnych współpracowników.

## Tajny współpracownik SB
W 1960 wprowadzona została nowa instrukcja regulująca pracę operacyjną w Służbie Bezpieczeństwa. Wprowadziła ona nowe kategorie osobowych źródeł informacji. W sposób oficjalny zostało zdefiniowane pojęcie „tajnego współpracownika”. W zasadzie „tajny współpracownik” już w 1957 nieformalnie zastąpił wcześniejszego „agenta”. Według instrukcji byli to ludzie, którzy mając dojście do interesujących SB osób, grup czy ośrodków, wynikające z posiadania ich zaufania lub z różnego rodzaju powiązań, mogą wykonywać zlecone im zadania operacyjne.
Kolejna instrukcja pracy operacyjnej wprowadzona w 1970 spowodowała pewne zmiany w kategoriach osobowych źródeł informacji. Kategoria rejestrowanego w ewidencji operacyjnej i świadomie wyrażającego wolę współpracy tajnego współpracownika została utrzymana. Osoby te były celowo pozyskane do współpracy ze Służbą Bezpieczeństwa i wykonujące zadania w zakresie zapobiegania, rozpoznawania i wykrywania wrogiej działalności.
W listopadzie 1989 przekształcono struktury Służby Bezpieczeństwa, a w grudniu wydano nową instrukcję pracy operacyjnej. Jako główną kategorię utrzymano „tajnego współpracownika”. Otrzymał on większy zakres obowiązków i przejął zadania nieformalnych dotychczas „rezydentów”. Instrukcja określała, że tajnym współpracownikiem jest osoba pozyskana do współpracy ze Służbą Bezpieczeństwa w celu uzyskiwania w sposób tajny ważnych informacji dla tej służby oraz realizacji innych zadań. Tajny współpracownik może z upoważnienia Służby Bezpieczeństwa kierować lub koordynować pracę innych tajnych współpracowników.
Tajny współpracownik podpisywał zobowiązanie do współpracy z organami bezpieczeństwa państwa i w zasadzie własnoręcznie pisał meldunki. Od zasad tych stosowano odstępstwa szczególnie wobec osób o wysokim statusie społecznym. W tym przypadku wystarczyła deklaracja, że osoba jest zdecydowana świadomie i tajnie współdziałać z SB.

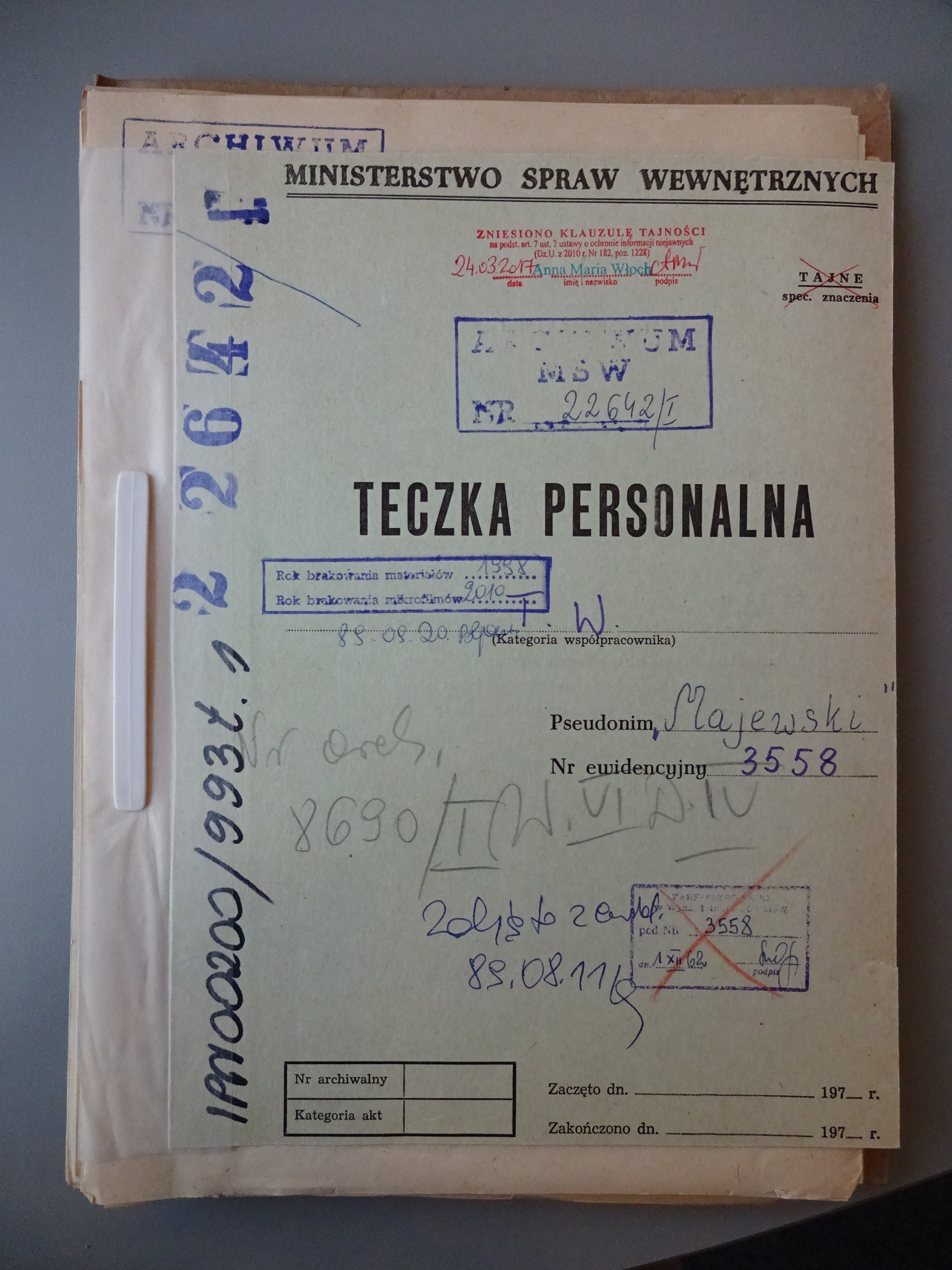
Teczka personalna tajnego współpracownika

Werbunek tajnego współpracownika
Werbunek tajnego współpracownika odbywał się poprzez wykorzystanie „materiału kompromitującego” lub „dowodów przestępczej działalności” danej osoby, albo licząc na „dążenie do uzyskania korzyści osobistych” współpracownika. Pozyskiwano też osoby na zasadzie dobrowolności, odwołując się do „poczucia obywatelskiej współodpowiedzialności za bezpieczeństwo i porządek publiczny” kandydata.
Pierwszym krokiem był wybór kandydata na TW, dopasowując go do „konkretnej sytuacji operacyjnej uzasadniającej potrzebę zdobycia tajnego współpracownika”. Za ważne uznawano walory osobiste kandydata takie jak „poziom ogólny, postawa moralna, cechy charakteru”. Formalnie nie wolno było typować na TW członka PZPR, lecz odstąpić od tej zasady można było za zgodą Ministerstwa Spraw Wewnętrznych i I Sekretarza Komitetu Wojewódzkiego PZPR.
Po wytypowaniu kandydata przystępowano do jego „opracowania”, czyli ułatwienia werbunku na podstawie zebraniu o nim informacji: potocznie nazywane sprawami „worka, korka i rozporka” (sprawy dotyczące  malwersacji, nadużywania alkoholu czy kwestii seksualnych). Efektem tej fazy był raport funkcjonariusza stanowiący też wniosek o werbunek: zawierał on dane osobowe kandydata, jego charakterystykę, cel pozyskania, metodę i miejsce werbunku oraz sposób postępowania w razie niepowodzenia.
Sam werbunek był kolejną fazą: rzadko występowała bezinteresowna pomoc organom bezpieczeństwa pozwalająca wykorzystać „postawę patriotyczną” lub „odpowiedzialność obywatelską” kandydata. Znacznie częściej „grano” na względach ambicjonalnych, animozjach środowiskowych, ludzkiej niechęci czy wręcz zawiści. W ten sposób na początku lat osiemdziesiątych XX w. pozyskano ponad 80% tajnych współpracowników. Inną metodą werbunku było „zainteresowanie materialne”, czyli wynagrodzenie finansowe, „załatwienie” deficytowych towarów, umożliwienie wyjazdów zagranicznych, przyspieszenie otrzymania mieszkania czy awansu zawodowego. Wykorzystywano też materiały obciążające, dowody przestępstw lub informacje kompromitujące. W rezultacie udanego werbunku następowało podpisanie przez tajnego współpracownika zobowiązania do współpracy; ten lakoniczny dokument podpisywany był imieniem i nazwiskiem oraz wybranym przez siebie pseudonimem.
Czasami Służba Bezpieczeństwa umieszczała wokół inwigilowanej osoby kilku donosicieli naraz, którzy tym samym nieświadomie nawzajem też i na siebie donosili, w celu krzyżowego sprawdzania takich zebranych informacji.
Liczba tajnych współpracowników SB w poszczególnych latach:
| Rok  | Liczba TW |
| ---- | --------- |
| 1949 | 50 296    |
| 1950 | 57 332    |
| 1953 | 85 333    |
| 1956 | 19 941    |
| 1960 | 8720      |
| 1966 | 10 779    |
| 1968 | 13 212    |
| 1970 | 15 311    |
| 1976 | 20 358    |
| 1980 | 30 899    |
| 1982 | 45 486    |
| 1985 | 79 411    |
| 1988 | 98 000    |
| 1989 | 52 190    |

## Tajny współpracownik WSW
Tajnych współpracowników pozyskiwała Wojskowa Służba Wewnętrzna, spośród żołnierzy zawodowych, służby zasadniczej, pracowników cywilnych, a także członków rodziny żołnierza. Instrukcja WSW z 1984 tak określała cele takiej niejawnej współpracy i działań:

1. wykrywania symptomów i rozpoznawania destrukcyjnej oraz przestępczej działalności w wojsku, jak i wymierzonej przeciwko niemu ze strony sił antysocjalistycznych; 2. rozpoznawania skierowanej na wojskową działalności wywiadów państw kapitalistycznych, ośrodków dywersji ideologicznej […]; 3. rozpoznawania przesłanek sprzyjających powstawaniu i prowadzeniu przestępczej działalności w jednostkach wojskowych oraz występowaniu zdarzeń i zjawisk ujemnie rzutujących na ich gotowość bojową, a zwłaszcza zwartość ideowo-polityczną; 4. zabezpieczenie realizacji przedsięwzięć specjalnych.

Odpowiednikiem rezydenta w WSW był nieoficjalny pracownik.

Instrukcja WSW z 1987 określała:

„[…] osoby pozyskane do współpracy z kontrwywiadem wyłącznie na zasadzie dobrowolności w celu kierowania pracą tajnych współpracowników przekazanych im na łączność przez oficerów kontrwywiadu, a także do realizacji innych zadań kontrwywiadowczych na zasadach przewidzianych dla tajnych współpracowników”
[…] obok wysokich walorów ideowo-politycznych powinni znać podstawowe zasady pracy kontrwywiadowczej, przewyższać wiedzą ogólną i poziomem intelektualnym posiadanych na łączności tajnych współpracowników, cieszyć się autorytetem i zaufaniem otoczenia oraz wykazywać aktywność w udzielaniu pomocy kontrwywiadowi”